# Direitos LGBT em Acrotíri e Decelia
Pessoas lésbicas, gays, bissexuais e transgêneros (LGBT+) no território ultramarino britânico de Acrotíri e Decelia desfrutam da maioria dos mesmos direitos que as pessoas não LGBT. 
Como Acrotíri e Decelia são uma base militar soberana, o status dos direitos LGBT em certas áreas é ambíguo e incerto. O casamento entre pessoas do mesmo sexo é legal no território desde junho de 2014, sob a Ordem do Casamento no Exterior (Forças Armadas) de 2014, mas apenas para militares britânicos. Na maioria dos casos, as leis de Acrotíri e Decelia e do Reino Unido não se aplicam aos 7.700 civis cipriotas. Acrotíri e Decelia emitem certidões de nascimento e óbito para residentes civis, por exemplo, mas apenas emitem certidões de casamento para militares e seus dependentes.  

## Lei relativa à atividade sexual entre pessoas do mesmo sexo
A atividade sexual entre pessoas do mesmo sexo foi legalizada em Acrotíri e Decelia em 2000, sob a Portaria do Código Penal (Emenda) de 2000 . Em 2003, a idade de consentimento foi igualada para atividades sexuais entre pessoas mesmo sexo. 

## Reconhecimento de relacionamento entre pessoas do mesmo sexo
Acrotíri e Decelia mantêm parcerias sexuais e parcerias civis sob Ordem no Conselho do Reino Unido desde 3 de junho de 2014 e 7 de dezembro de 2005, respectivamente. Isso se aplica apenas ao pessoal militar.   Um casal do mesmo sexo masculino se casou em Decelia em 9 de outubro de 2016, foi o primeiro a ser realizado.   
Acrotíri e Decelia apenas emitem certidões de casamento para militares britânicos. A população civil cipriota pode entrar em uniões civis sob o direito cipriota . 

## Proteções contra discriminação
O território proíbe a discriminação com base na orientação sexual no emprego desde 1 de março de 2013. 
Desde 1 de fevereiro de 2016, o Código Penal local criminaliza o incitamento à violência ou ao ódio com base na orientação sexual.  A pena varia de prisão de três anos a multa de 5.000 libras.

## Tabela de Resumo
| | Sim/Não                                    |
| --- | ------------------------------------------ |
| Atividade sexual entre pessoas do mesmo sexo                                                                   | (Desde 2000)                               |
| Idade igual de consentimento                                                                                   | (Desde 2003)                               |
| Leis antidiscriminatórias apenas no emprego                                                                    | (Desde 2013)                               |
| Leis antidiscriminação no fornecimento de bens e serviços                                                      | Não                                        |
| Leis anti-discriminação em todas as outras áreas (incluindo discriminação indireta, discurso de ódio)          | (Desde 2016)                               |
| Casamento entre pessoas do mesmo sexo                                                                          | (Desde 2014)                               |
| Reconhecimento de casais do mesmo sexo                                                                         | (Desde 2005)                               |
| Adoção de enteados por casais do mesmo sexo                                                                    |                                            |
| Adoção conjunta por casais do mesmo sexo                                                                       |                                            |
| Acesso à fertilização in vitro para lésbicas e paternidade automática para ambos os cônjuges após o nascimento |                                            |
| Pessoas LGBT podem servir abertamente nas forças armadas                                                       | (Desde 2000)                               |
| Direito de mudar de gênero legal                                                                               |                                            |
| Barriga de aluguel comercial para casais gays                                                                  | (Ilegal também para casais heterossexuais) |
| Homens gays autorizados a doar sangue                                                                          |                                            |